# Anglo-Irlandés

Bandera de San Patricio, asociada históricamente con Irlanda bajo dominio británico y también con la Iglesia de Irlanda y la clase dominante angloirlandesa.

Anglo-Irlandés fue un término usado históricamente para describir una clase predominante de habitantes de Irlanda quienes eran descendientes y sucesores de la Ascendencia Protestante, especialmente pertenecientes a la Iglesia de Irlanda Anglicana o un grado menor que la Iglesia de la Disidencia Inglesa. No se suele aplicar a los Presbiterianos, especialmente  descendientes de Escoceses e identificados como "Escoceses del Úlster". Su uso continuo durante la época Victoriana describía al conjunto de clases sociales especialmente adheridas a la Iglesia de Irlanda que habían adoptado muchos usos y costumbres ingleses mientras seguían reconociendo a los ancestros y a la gente de clase alta de Irlanda.
Anglo-Irlandés es también usado para describir antiguos contactos, negociaciones, y tratados entre el Reino Unido y la República de Irlanda. Algunos ejemplos de este uso son el Tratado Anglo-Irlandés de 1921, el Acuerdo Anglo-Irlandés de 1985, y la Cumbre Anglo-Irlandesa (usualmente llamada como encuentro entre el primer ministro Británico e Irlandés).
En los Estados Unidos la gente que se identifica con los Escoceses-Úlster es llamada Escoceses-Irlandeses mientras que aquellas personas cuyos ancestros eran Anglo-Irlandeses se las refiere sólo como Irlandeses.